# Märten Kuusk
Märten Kuusk (Tallin, 5 de abril de 1996) es un futbolista estonio que juega en la demarcación de defensa para el GKS Katowice de la Ekstraklasa.

## Selección nacional
Después de jugar en la selección de fútbol sub-16 de Estonia, en la sub-17, en la sub-19, en la sub-21 y en la sub-23, finalmente hizo su debut con la selección absoluta el 15 de enero de 2019 en un encuentro amistoso contra Estonia que finalizó con un resultado de empate a cero.

## Clubes
| Club                       | País    | Año       | Partidos | Goles |
| -------------------------- | ------- | --------- | -------- | ----- |
| JK Nõmme Kalju II          | Estonia | 2012-2016 | 91       | 10    |
| JK Nõmme Kalju             | Estonia | 2016      | 1        | 0     |
| Rakvere JK Tarvas (cedido) | Estonia | 2016      | 14       | 2     |
| JK Nõmme Kalju             | Estonia | 2016-2017 | 1        | 0     |
| FC Flora II Tallinn        | Estonia | 2017      | 9        | 0     |
| FC Flora                   | Estonia | 2017-2022 | 160      | 18    |
| Újpest F. C.               | Hungría | 2022-2023 | 14       | 0     |
| FC Flora (cedido)          | Estonia | 2023      | 29       | 2     |
| Újpest F. C.               | Hungría | 2023-2024 | 1        | 0     |
| GKS Katowice               | Polonia | 2024-     | 40       | 1     |

## Palmarés

### Títulos nacionales
| Título               | Club     | País    | Año  |
| -------------------- | -------- | ------- | ---- |
| Meistriliiga         | FC Flora | Estonia | 2017 |
| Meistriliiga         | FC Flora | Estonia | 2019 |
| Supercopa de Estonia | FC Flora | Estonia | 2020 |
| Copa de Estonia      | FC Flora | Estonia | 2020 |
| Meistriliiga         | FC Flora | Estonia | 2020 |
| Supercopa de Estonia | FC Flora | Estonia | 2021 |